# Salybia
Salybia este un oraș din Dominica.